# Cassa dei Risparmi di Forlì e della Romagna
La Cassa dei Risparmi di Forlì e della Romagna, già Cassa dei Risparmi di Forlì (conosciuta anche come Cariforlì o Cariromagna) è stata un istituto di credito italiano con sede a Forlì.
Nel 2007 è entrata nel gruppo bancario Intesa Sanpaolo ed ha presidiato commercialmente, per conto del gruppo, l'Area Romagna con una rete capillare nelle province di Forlì-Cesena, Ravenna e Rimini, fino alla fusione nella capogruppo avvenuta il 26 novembre 2018.

## Storia

### Dalla nascita all'espansione territoriale

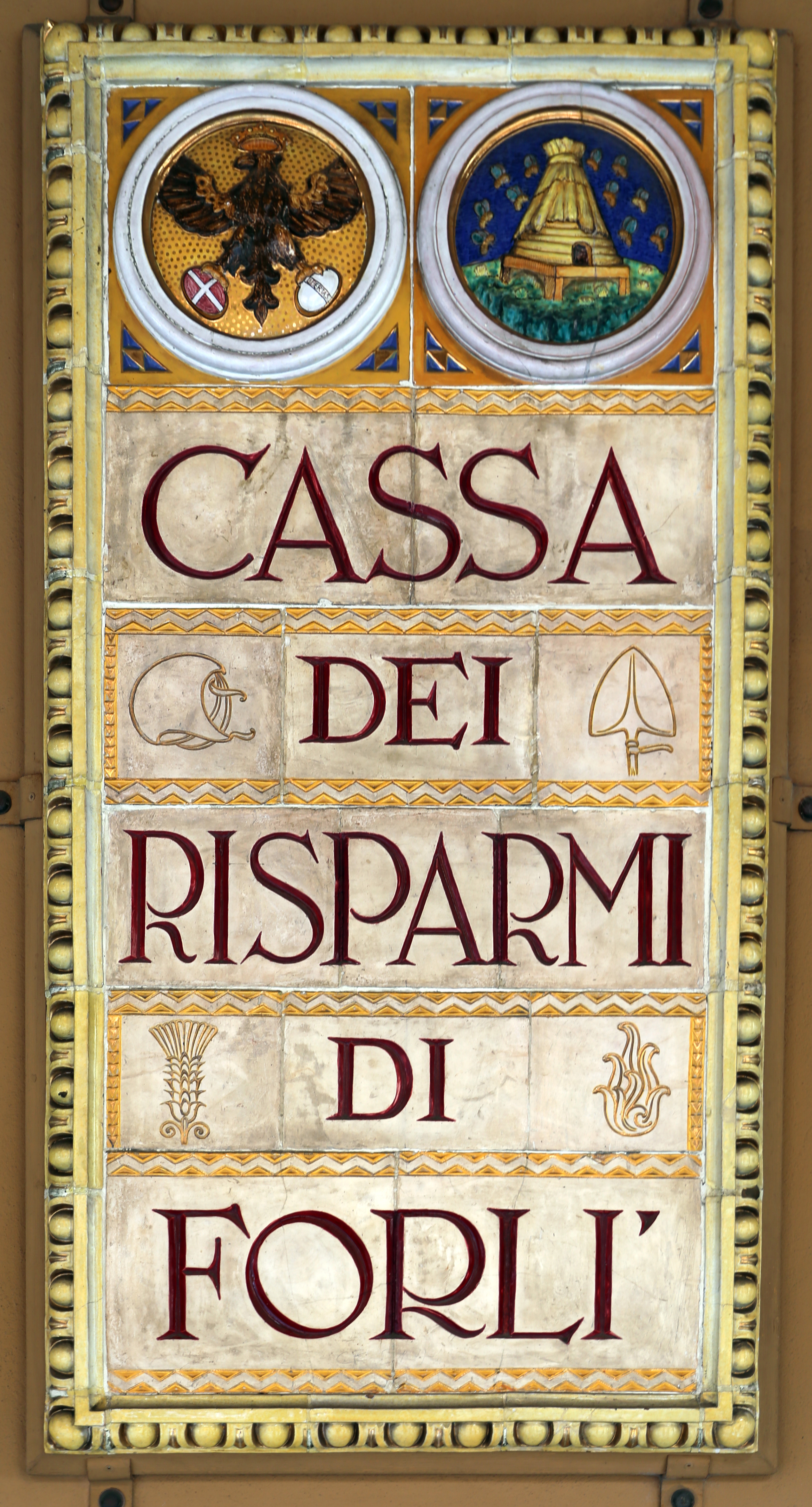
Insegna storica nella sede di Forlì

Nasce nel 1839 per opera di Papa Gregorio XVI, con il nome di Cassa di Risparmio di Forlì.
È la prima Cassa di Risparmio nata in Romagna e pone la propria sede a Forlì, allora la città più popolosa della regione Romagna.
Lo scopo della banca era di raccogliere il risparmio del lavoro familiare, promuovere lo spirito di previdenza nei confronti delle classi più deboli ed incoraggiare le iniziative economiche allora nascenti.
Nel 1859, viene adottato il nome nuovo Cassa dei Risparmi di Forlì.
Nei primi decenni del '900 inizia l'espansione territoriale, con l'apertura della prima agenzia cittadina che risale al 1921 e la successiva attivazione di altre succursali, oltre all'annessione di piccole Casse del circondario ed all'acquisizione di Filiali dalla Cassa di Risparmio di Firenze.
Fra i presidenti celebri, si ricordano Pellegrino Canestri-Trotti, nell'Ottocento, e Giovanni Querzoli, nel secondo dopoguerra, per oltre dieci anni a partire dal 1945.

### Dalla suddivisione al nuovo capitale sociale
Nel 1992, in ottemperanza alle previsioni della Legge "Amato", la Cassa forlivese ha dato vita a due nuove distinte entità: la Fondazione Cassa dei Risparmi di Forlì cui spettano, in continuità dello scopo originario, il perseguimento dei fini di interesse pubblico ed il tradizionale impegno socio-umanitario, e la Cassa dei Risparmi di Forlì S.p.A. cui è riservato l'esercizio dell'attività bancaria.
Nel 2000 fanno il proprio ingresso nel capitale sociale due banche: l'allora San Paolo IMI S.p.A. e la Cassa di Risparmio di Firenze S.p.A., che diventano azionisti di riferimento e nel contempo partner industriali strategici.

### L'entrata nel gruppo Sanpaolo IMI
La partnership con i nuovi soci prosegue proficuamente e si evolve a fine 2005, quando l'allora San Paolo IMI S.p.A. consolida significativamente la propria presenza nel capitale sociale della Cassa romagnola, acquisendone un'ulteriore quota da parte della Fondazione, con cui stipula inoltre un accordo che pianifica le tappe dell'ingresso della Cassa nel Gruppo Sanpaolo IMI.
Il 1º marzo 2007 l'Assemblea straordinaria degli azionisti della Cassa dei Risparmi di Forlì approva l'ingresso nel Gruppo Intesa Sanpaolo, costituitosi nel frattempo a seguito della fusione tra Intesa e Sanpaolo IMI, e la modifica della denominazione sociale in Cassa dei Risparmi di Forlì e della Romagna S.p.A..

### La fusione in Intesa Sanpaolo
Nel dicembre 2017 è approvata dall'assemblea della Cassa dei Risparmi di Forlì e della Romagna la decisione di fondersi per incorporazione in Intesa Sanpaolo. La Fondazione CariRomagna ha ceduto il suo 10,74% per 46 milioni di euro al prezzo di 2 euro per azione. Intesa Sanpaolo sale così al 95% del capitale. Per l'ultimo 5%, in mano a circa 4500 azionisti privati, è stato offerto lo stesso prezzo di 2 euro per le azioni ordinarie e di 2,12 per le privilegiate. La fusione è avvenuta il 26 novembre 2018.